# Olympic
Olympic je česká rocková hudební skupina, která vznikla v roce 1962 pod jménem Karkulka. Současný název používá od roku 1963. Hlavní osobností souboru je kytarista, zpěvák a skladatel Petr Janda, který ve skupině působí od roku 1963.

## Historie
Skupinu založil v roce 1962 s původním názvem Karkulka (Karlínský Kulturní Kabaret) saxofonista Miloslav Růžek. Brzy byla přejmenována podle svého nového působiště, klubu Olympik. Kapelou prošla známá jména jako F. R. Čech, Pavel Bobek, Josef Laufer, Miki Volek nebo (coby jediná žena) Yvonne Přenosilová. 
V polovině 60. let se z původní doprovodné klubové kapely pro sólové zpěváky stala klasická beatová skupina pod vedením Petra Jandy, který hrál na kytaru, zpíval i skládal písně. Kapela se postupně přeorientovala z rokenrolových standardů a coverů na vlastní originální tvorbu, její debutové album Želva je považováno za jedno z přelomových alb českého bigbeatu. 
Po slabším období, kterým si skupina prošla v první polovině 70. let dvacátého století, nastal další z vrcholů tvorby v podobě konceptuální albové trilogie Prázdniny na Zemi, Ulice a Laboratoř. Tu už nahrál baskytarista Milan Broum, který do skupiny vnesl nejen moderní vidění rockové hudby, ale hlavně skvělé instrumentální výkony, o kterých přesvědčil už na svém prvním albu v sestavě Olympiku, kterým byl Marathón (1978). Později skupina koketovala i s heavy metalem, ale její nejsilnější polohou jsou melodické rockové písně s kvalitními texty a nápaditými aranžemi. Texty dodávali zejména Zdeněk Rytíř, Pavel Vrba nebo Zdeněk Borovec (v období 1965–1969 byl téměř výhradním textařem člen kapely Pavel Chrastina).
V roce 2012 skupina oslavila své 50. narozeniny halovou koncertní šňůrou a vydáním kolekcí alb. V květnu 2013 náhle zemřel po koncertě v Karlových Varech dlouholetý bubeník skupiny Milan Peroutka. Jeho místo zaujal nový bubeník Martin Vajgl. Kapela následně v letech 2013–2015 natočila novou albovou trilogii Souhvězdí a pravidelně koncertovala v Česku i na Slovensku s programem Permanent Tour. V roce 2016 proběhlo akustické turné Plugged Unplugged a v roce 2017 Olympic v zaplněné O2 Aréně slavil 55. výročí svého vzniku. Koncert byl zaznamenán televizními kamerami pro živé DVD. V následujícím roce pak vzniklo nové album Olympiku s názvem Trilobit, které vyšlo v září 2018.
V roce 2019 kapela vedle aktuálního koncertního programu oživila materiál z prvního řadového alba Želva, který jako připomínku 50. výročí vydání původního LP představila na speciálním vzpomínkovém koncertu.
V březnu 2020 ze zdravotních důvodů odešel Jiří Valenta. Na uvolněné místo klávesáka byl vypsán konkurz. Přihlásilo se do něj více než 50 uchazečů, konkurz vyvrcholil živě přenášeným koncertem, kde se představili čtyři finalisté. Vítězem konkurzu se stal Pavel Březina. V červenci a srpnu 2020 skupina nahrála ve studiu Propast A nové album Kaťata, které v září 2020 vyšlo tradičně u vydavatelství Supraphon.
„Už jsme si řekli, že Trilobit je sice pěknej, ale pořád se pohybujeme v kruhu a že je třeba do toho pořádně prásknout. Koketovali jsme s myšlenkou, že natočíme opravdu tvrdou desku bez kompromisů,“ řekl Janda pro slovenský web Metalmania-Magazín.
Roku 2023 Olympic odehrál turné k výročí 60 let kapely, nahráli nové znění písně „Vlak, co nikde nestaví“, turné začalo v pražské Lucerně a završeno bylo v O2 aréně.

## Členové
Řazeno chronologicky podle data příchodu, tučně vyznačeni členové působící v kapele alespoň po dobu 5 let.

### Současní
- Petr Janda (* 1942) – vedoucí kapely, skládání písní, kytara, zpěv (1963–)
- Milan Broum (* 1951) – baskytara, zpěv (1975–)
- Martin Vajgl (* 1973) – bicí, zpěv (2013–)
- Pavel Březina (* 1971) – klávesy (2020–)

### Dřívější

#### Zakládající
- Miloslav Růžek (* 1937) – původní vedoucí kapely, saxofon (1962–1965)
- Miroslav Berka (1944–1987) – klávesy, zpěv (1962–1987)
- Pavel Bobek (1937–2013) – zpěv (1962–1965)
- František Ringo Čech (* 1943) – bicí, zpěv (1962–1966)
- Pavel Chrastina (1940–2021) – baskytara, zpěv, texty (1962–1969)
- Petr Kaplan (1940–2007) – rytmická kytara, zpěv (1962–1963)
- Jaromír Klempíř (1941–2016) – jonika (1962–1964)
- Pavel Sedláček (* 1941) – zpěv (1962–1965)
- Josef Smeták – první manažer kapely, kontrabas (1962–1965)
- Miki Volek (1943–1996) – zpěv (1962–1966)

#### Další
- Yvonne Přenosilová (1947–2023) – zpěv (1963–1964)
- Josef Laufer (1939–2024) – zpěv (1963–1965)
- Jiří Laurent (1937–2016) – rytmická kytara, zpěv (1963–1965)
- Jan Antonín Pacák (1941–2007) – bicí, zpěv (1965–1971)
- Ladislav Klein (* 1944) – rytmická kytara, zpěv (1965–1972)
- Jan Hauser (* 1948) – baskytara, zpěv (1969–1971)
- Jiří Korn (* 1949) – baskytara, zpěv (1971–1973)
- Petr Hejduk (1949–1995) – bicí, zpěv (1971–1985)
- Ladislav Chvalkovský (1944–2024) – baskytara, zpěv (1973)
- Pavel Petráš – baskytara, zpěv (1974–1975)
- Milan Peroutka (1964–2013) – bicí, zpěv (1986–2013)
- Jiří Valenta (* 1959) – klávesy, zpěv, foukací harmonika (1986–2020, host: 2022)

### Záskoky
- Martin Kumžák (* 1966) – klávesové nástroje (2000), záskok během hospitalizace Jiřího Valenty

## Výběr hitů
- Dej mi víc své lásky
- Želva
- Snad jsem to zavinil já
- Karel Mareš / Jiří Štaidl: Hvězda na vrbě, zpěv: Pavel Šváb spolu s tehdy dvanáctiletým Bohumilem Starkou[6][7]
- Slzy tvý mámy
- Jasná zpráva
- Jako za mlada
- Dávno
- Jednou
- Osmý den
- Okno mé lásky
- Otázky
- Pálím tvář

## Chronologie nahrávek jednotlivých skladeb
V období:
- 1963–1965
- 1966–1967
- 1968–1970
- 1971–1973
- 1974–1977
- 1978–1980

## Diskografie

### Alba
- 1968 Želva (Supraphon)
- 1969 Pták Rosomák (Supraphon)
- 1971 Jedeme jedeme (Supraphon)
- 1974 Olympic 4 (Supraphon)
- 1978 Marathón (Supraphon)
- 1980 Prázdniny na Zemi (Supraphon)
- 1981 Ulice (Supraphon)
- 1984 Laboratoř (Supraphon) / Laboratory (Artia)
- 1985 Kanagom (Supraphon)
- 1986 Bigbít (Supraphon)
- 1988 Když ti svítí zelená (Supraphon)
- 1990 O, jé (Supraphon)
- 1994 Dávno (BEST I.A., a.s.)
- 1997 Brejle (BEST I.A., a.s.)
- 1999 Karavana (BEST I.A., a.s.)
- 2003 Dám si tě klonovat (BEST I.A., a.s.)
- 2006 Trilogy (3CD) (BEST I.A., a.s.). Pozn.: Živá verze alb Prázdniny na Zemi, Ulice a Laboratoř
- 2007 Sopka (BEST I.A., a.s.)
- 2011 Back To Love (BEST I.A., a.s.). Pozn.: Do té doby nikdy nevydané album natočené ve Francii 1969.
- 2013 Souhvězdí šílenců (Supraphon)
- 2014 Souhvězdí drsňáků (Supraphon)
- 2015 Souhvězdí romantiků (Supraphon)
- 2018 Trilobit (Supraphon)
- 2020 Kaťata (Supraphon)
- 2022 Olympic 60 (5 LP) (Supraphon) Pozn.: Limitovaná edice
- 2025 Bombarďák (Supraphon)

### Alba v angličtině
- 1978 Overhead (Artia)
- 1980 Holidays On Earth (Artia)
- 1982 The Street (Artia)
- 1984 Laboratory (Artia)
- 1986 Hidden In Your Mind (Artia)

### Singly
- „Adresát neznámý“ / „Roň slzy“ (1964)
- „Oh Boy“ / „Hey Paula“ (1964)
- „Sweet Little Sixteen“ / „Saeled with a Kiss“ (1964)
- „That's All You Gotta Do“ / „Orange Blossom Special“ (1964)
- „Espado“ (1964)
- „Olympic rock“ / „Hully Gully“ (Amiga, 1964)
- „Pickwick tea“ / „Bingo“ (Amiga, 1964)
- „Čaj pana Pickwicka“ / „Olympic Rock“ (1965)
- „Memphis, Tennessee“ / „Rave on“ (1965)
- „Hvězda na vrbě“ (1965)
- „Trezor“ (1965)
- „Fůra chyb“ / „Lyrická ze středních Čech“ (1965)
- „Měsíc“ / „Podzimní nálada“ (1965)
- „Mary“ / „Nebuďte kůzlata“ (1965)
- „Dej mi víc své lásky“ / „Olympic Rock“ (1965)
- „Never Mind“ (Artia, 1966)
- „Bloud král“ / „Zahoď lásku“ (1966)
- „Snad jsem to zavinil já“ / „Želva“ (1967)
- „Dej mi na klín oči unavený“ / „Nejím a nespím“ (1967)
- „Krásná neznámá“ (1968)
- „Z bílé černou“ / „Zbytečná holka“ (1968)
- „Pták Rosomák“ / „Svatojánský happening“ (1969)
- „Kufr“ / „Anděl“ (1969)
- „Dynamit“ / „Otázky“ (1970)
- „Strejček Jonatán“ / „Sluneční píseň“ (1970)
- „Čarodějka“ / „Aeroplán“ (1971)
- „Strážce majáku“ / „Inzerát“ (1971)
- „Agáta“ / „Planetář“ (1971)
- „Tony“ / „Závody lodí“ (1971)
- „Měsíc“ / „Detektiv“ (1971)
- „Když Lola pila pátý drink“ / „Hedy“ (1972)
- „Co tě napadá“ / „Dobré ráno“ (1972)
- „Kroky“ / „Lhář“ (1972)
- „Prý“ (1973)
- „Únos“ / „Gramofon“ (1973)
- „Don Quijote de La Mancha“ (1973)
- „Slzy tvý mámy“ / „Vrať mi moji hořkou lásku“ (1973)
- „Nebe nad hlavou“ (1973)
- „Slunce“ / „Jdou, děti, jdou“ (1973)
- „Klára“ / „Už je jí líp“ (1974)
- „Samá voda, přihořívá“ / „Už je čas“ (1974)
- „Já tam byl“ / „Poslouchej mou píseň“ (1974)
- „Pojď blíž, pojď k nám“ / „Mám chuť žít“ (1975)
- „Hůl“ (1975)
- „To znáš“ / „Zázračný lék“ (1975)
- „Na to znamení stůj“ / „Až se zítra probudíš“ (1975)
- „Nehoda“ / „U přepážky č. 306“ (1976)
- „On“ (1976)
- „Černovláska“ / „Dva klauni“ (1976)
- „Mám rád chvíle, kdy se něco děje“ / „Nech to být“ (1977)
- „Ďábel Bump“ / „Létání“ (1977)
- „Máš ráda déšť“ / „Nezapomeň“ (1978)
- „Ty slzy dávno vpila tráva“ / „Sprcha“ (1978)
- „Hrál“ / „Ze života hmyzu“ (1979)
- „Dědečkův duch“ / „Nejsem sám“ (1979)
- „Osmý den“ (1980)
- „Osmý den“ / „Vlak co nikde nestaví“ (1980)
- „Jasná zpráva“ (1981)
- „Jasná zpráva“ / „Já je znám“ (1981)
- „Okno mé lásky“ / „Já“ (1981)
- „Vzdálenosti (Země)“ / „Strom“ (1982)
- „Blíženci“ / „Nic víc“ (1982)
- „Dynamit“ / „Slzy tvý mámy“ (1983)
- „Nikdo nejsme akorát“ / „Dnes už ne“ (1983)
- „Láska trojdenní“ / „Ten den“ (1983)
- „Bon soire mademoiselle Paris“ / „Strejček Jonatán“ (1984)
- „Už je po...“ / „Jen jedenkrát“ (1984)
- „Volný pád“ / „Je to tvá vina“ (1985)
- „Co je vůbec v nás“ / „Jako za mlada“ (1985)
- „Kanagom“ / „Žárlíš“ (1985)
- „Jako tele na vrata“ / „Já se oholím“ (1986)
- „Hry a slzy“ / „Je to tak samozřejmý“ (1986)
- „Počkej až“ / „Proč zrovna ty“ (1987)
- „Když ti svítí zelená“ / „Naděje dvou“ (1988)
- „Každej chvilku tahá pilku“ (1988)
- „Každej chvilku tahá pilku“ / „Inkoustová tečka“ (1988)
- „Ať“ (1989)
- „Stejskání“ / „Back to love“ (pro Hifiklub Mimoň, 1990)
- „Smečka psů“ / „Stejskání“ (1990)
- „Hovoří Petr Janda a Jan Rosák“ / „Slzy tvý mámy“ (1990 - Supraphon ve spolupráci s KC Občanského fóra a GZ Loděnice pod názvem Volíme svobodu a demokracii)
- „Záření“ / „Nuda na zemi“ (1992)
- „Děťátko“ (1999)
- „Vlak, co nikde nestaví“ (2022)

### Živáky
- 1981 Rock'N'Roll (Artia). Pozn: V roce 1982 vyšlo znovu pod názvem Rokenrol, tentokrát výhradně pro ČSSR.
- 1983 Olympic v Lucerně (Supraphon)
- 1993 Live – Jak se lítá vzhůru (Monitor)
- 1995 Unplugged (BEST I.A., a.s.)
- 1997 Ondráš podotýká (Bonton). Pozn.: Záznam představení z divadla Semafor ze 60. let.
- 2006 Trilogy Tour Live (BEST I.A., a.s.). Pozn.: Audio záznam ze stejnojmenného DVD, určený jen pro digitální trh.
- 2011 Retro 1 Želva (BEST I.A., a.s.)
- 2011 Retro 2 Pták Rosomák (BEST I.A., a.s.)
- 2011 Retro 3 Jedeme jedeme (BEST I.A., a.s.)
- 2011 Retro 4 Olympic 4 (BEST I.A., a.s.)
- 2011 Retro 5 Marathón (BEST I.A., a.s.)
- 2012 Retro 6 Trilogy (BEST I.A., a.s.)
- 2012 Retro 7 Kanagom, Bigbít (BEST I.A., a.s.)
- 2012 Retro 8 Když ti svítí zelená, Ó jé (BEST I.A., a.s.)
- 2012 Retro 9 Dávno, Brejle (BEST I.A., a.s.)
- 2012 Retro 10 Karavana, Dám si tě klonovat, Sopka (BEST I.A., a.s.)

### Výběry
- 1972 Handful (Artia). Pozn.: Určeno pouze pro export.
- 1976 12 nej (Supraphon)
- 1983 Akorát (Supraphon). Pozn.: Vyšlo pouze na MC.
- 1987 25 let (Supraphon)
- 1992 Jako za mlada (Supraphon). Pozn.: Nově natočené verze starých hitů.
- 1993 The Best Of (2CD) (Supraphon). Pozn.: Na 2 LP méně skladeb.
- 1994 Balady (Supraphon)
- 1995 Singly I (Bonton)
- 1995 Vlak co nikde nestaví (Bonton)
- 1995 Petr Hejduk (Bonton). Pozn.: Výběr z písniček, které pro Olympic napsal a nazpíval bubeník Petr Hejduk.
- 1996 Singly I (Bonton)
- 1996 Singly II (Bonton)
- 1997 Singly III (Bonton)
- 1997 Singly IV (Bonton)
- 1998 Singly V (Bonton)
- 1998 Singly VI (Bonton)
- 1999 Singly VII (Sony Music/Bonton)
- 2001 … to nejlepší z Olympicu 1 (BEST I.A., a.s.). Pozn.: Nově natočené verze starých hitů.
- 2001 … to nejlepší z Olympicu 2 (BEST I.A., a.s.). Pozn.: Nově natočené verze starých hitů.
- 2004 Stejskání (BEST I.A., a.s.). Pozn.: Nově natočené verze starých hitů.
- 2006 The Best Of – 43 jasných hitových zpráv (2CD) (Supraphon). Pozn.: Doplněná reedice supraphonského výběru z r. 1993.
- 2010 Rarity (Supraphon). Pozn.: Pouze jako součást boxu Olympic komplet, samostatně k dispozici jen v rámci digitálního prodeje.
- 2017 66 nej + 1

### Boxy
- 2010 Olympic komplet (14 CD) (Supraphon). Pozn.: Všechna alba do r. 1990 + živák Olympic v Lucerně + kompilace Rarity.
- 2012 Olympic 50 – Hity, Singly, Rarity (5 CD) (Supraphon)
- 2017 Trilogie souhvězdí (3 LP) (Supraphon)

### Zlatá edice
Pozn.: Remasterovaná reedice všech alb do r. 1990 s bonusy.
- 2004 Zlatá edice – Želva (Supraphon)
- 2005 Zlatá edice – Pták Rosomák (Supraphon)
- 2005 Zlatá edice – Jedeme jedeme (Supraphon)
- 2006 Zlatá edice – Olympic 4 (Supraphon)
- 2006 Zlatá edice – Marathón (Supraphon)
- 2007 Zlatá edice – Prázdniny na Zemi (Supraphon)
- 2007 Zlatá edice – Ulice (Supraphon)
- 2008 Zlatá edice – Laboratoř (Supraphon)
- 2008 Zlatá edice – Kanagom (Supraphon)
- 2009 Zlatá edice – Bigbít (Supraphon)
- 2009 Zlatá edice – Když ti svítí zelená (Supraphon)
- 2010 Zlatá edice – O, jé (Supraphon)

### Video
- 1992 Lucerna Live – VHS – BEST I.A., a.s.
- 1995 Unplugged – VHS – BEST I.A., a.s.
- 1997 Prázdniny na Zemi/20 let Olympiku – VHS – BEST I.A., a.s.
- 1997 Ulice/Čtvrtstoletí Olympiku – VHS – BEST I.A., a.s.
- 2002 Olympic slaví 40 let – DVD – BEST I.A., a.s.
- 2003 Olympic 1963/1973 I. díl – DVD – BEST I.A., a.s.
- 2004 Olympic 1973/1983 II. díl – DVD – BEST I.A., a.s.
- 2006 Prázdniny na Zemi, Ulice III. díl – DVD – BEST I.A., a.s.
- 2006 Trilogy Tour Live – DVD – (KPS Media)
- 2018 55 Live – DVD – (Česká televize)

## Hudební ceny
- 1981 Zlatý slavík
- 1982 Zlatý slavík
- 1983 Zlatý slavík
- 1992 Grammy – síň slávy
- 1992 Ceny Melodie – síň slávy
- 1996 Český slavík – skupina roku
- 1997 Český slavík – skupina roku
- 1998 Český slavík – skupina roku